# 費勒山
費勒山（英語：Mount Feola），是南極洲的山峰，位於維多利亞地，處於紐沃爾山西南面2.4公里的登頓冰川源頭，屬於阿斯加德山脈的一部分，海拔高度1,800米，在1997年由美國南極名稱諮詢委員命名，現時由南極條約體系管理。